# Димитрис Саравакос
Димитрис Саравакос (грч. Δημήτρης Σαραβάκος; Атина, 26. јул 1961) је бивши грчки фудбалер.

## Каријера
Саравакос је поникао у млађим категоријама Паниониоса. После пет сезона, прелази у Панатинаикос. Као део новог тима, три пута је освојио грчку Суперлигу, а два пута је освојио Куп и грчки Суперкуп. Године 1988. постао је најбољи стрелац у Купу УЕФА, а 1991. године најбољи стрелац у националном првенству. У Панатинаикосу је провео десет сезона, играо на више од 300 утакмица и постигао 125 голова.
Године 1994. Димитрис се преселио у АЕК из Атине, са којим је 1996. године освојио Куп и Суперкуп Грчке. После две сезоне вратио се у Панатинаикос, али због учесталих повреда Саравакос је само два пута изашао на терен. Године 1998. одлучио је да се повуче.
Саравакос се сматра за једног од најбољих играча грчке репрезентације и Панатинаикоса крајем осамдесетих и током деведесетих година.

## Репрезентација
Дебитовао је 1982. године за репрезентацију Грчке. Дана 10. октобра 1990. постигао је пет голова против египатске репрезентације (6:1). Учествовао је 1994. на Светском првенству у САД. На турниру је играо против екипе Аргентине. Одмах након Светског првенства, Саравакос је завршио са наступима за репрезентацију. Од 1989. до 1994. био је капитен репрезентације Грчке.

## Трофеји
Паниониос
- Куп Грчке: 1979.

Панатинаикос
- Првенство Грчке: 1986, 1990, 1991.
- Куп Грчке: 1986, 1988, 1989, 1991, 1993, 1994.
- Суперкуп Грчке: 1988, 1993.

АЕК Атина
- Куп Грчке: 1996.
- Суперкуп Грчке: 1996.